# Vitaliy Parakhnevych
Vitaliy Parakhnevych (Oekraïens: Віталій Валерійович Парахневич, Russisch: Виталий Валерьевич Парахневич, Vitali Valerjevitsj Parachnevitsj) (Donetsk, 4 mei 1969) is een voormalig Tadzjieks voetballer.

## Tadzjieks voetbalelftal
Vitaliy Parakhnevych debuteerde in 1997 in het Tadzjieks nationaal elftal en speelde 1 interland.